# Rudolf Peter (Pädagoge)
Wilhelm Rudolf Peter (* 25. Dezember 1884 in Naumburg an der Saale; † 1. Dezember 1949 in Hamburg-Langenhorn) war ein deutscher Pädagoge und Mitarbeiter im Reichserziehungsministerium.
Peter promovierte 1922 als Mitarbeiter von William Stern an der Universität Hamburg mit einer psychologischen Dissertation. 1928 wurde er Extraordinarius für praktische Pädagogik an der Universität Hamburg. Von 1934 bis 1937 leitete er die berufspraktische Ausbildung im Reichserziehungsministerium. Von 1937 an lehrte er als Dozent an der Hamburger Hochschule für Lehrerbildung und 1942 bis 1945 als Dozent für Allgemeine Unterrichtslehre am Hamburger Pädagogischen Institut.
Peter war seit 1912 mit Susanne Karla Johannette Albertine Körschner verheiratet.

## Schriften
- mit William Stern: Die Auslese befähigter Volksschüler in Hamburg. Bericht über d. psycholog. Verfahren. In: Beihefte zur Zeitschrift für angewandte Psychologie. 18. Leipzig 1919 (2. Auflage 1922).
- Grundlegender Unterricht. Zugleich Einführung in didaktisches Denken überhaupt. Klinkhardt, Bad Heilbrunn 1954.